# Point of No Return (Zvezdna vrata SG-1)
Point of No Return je naslov epizode znanstveno-fantastične serije Zvezdna vrata, v kateri v štab zvezdnih vrat pokliče neznanec, ki trdi, da ve prav vse o vladnih zarotah, od Kennedyjevega atentata naprej. Seveda mu nihče ne verjame, dokler ne omeni zvezdnih vrat. Hammond ukaže, da je možakarja treba temeljito zaslišati. Tako se O'Neill sreča z neznancem, ki se mu predstavi kot Martin Lloyd. Martin trdi, da je vesoljec in da ima vesoljsko ladjo, vendar njegova zgodba O'Neilla ne prepriča. Šele dogodki, ki sledijo, O’Neilla pripravijo do tega, da spremeni svoje mnenje.